# Palimbungan
Palimbungan is een bestuurslaag in het regentschap Aceh Barat van de provincie Atjeh, Indonesië. Palimbungan telt 230 inwoners (volkstelling 2010).